# Refroidissement à azote liquide
 (juillet 2017).
Si vous disposez d'ouvrages ou d'articles de référence ou si vous connaissez des sites web de qualité traitant du thème abordé ici, merci de compléter l'article en donnant les références utiles à sa vérifiabilité et en les liant à la section « Notes et références ».

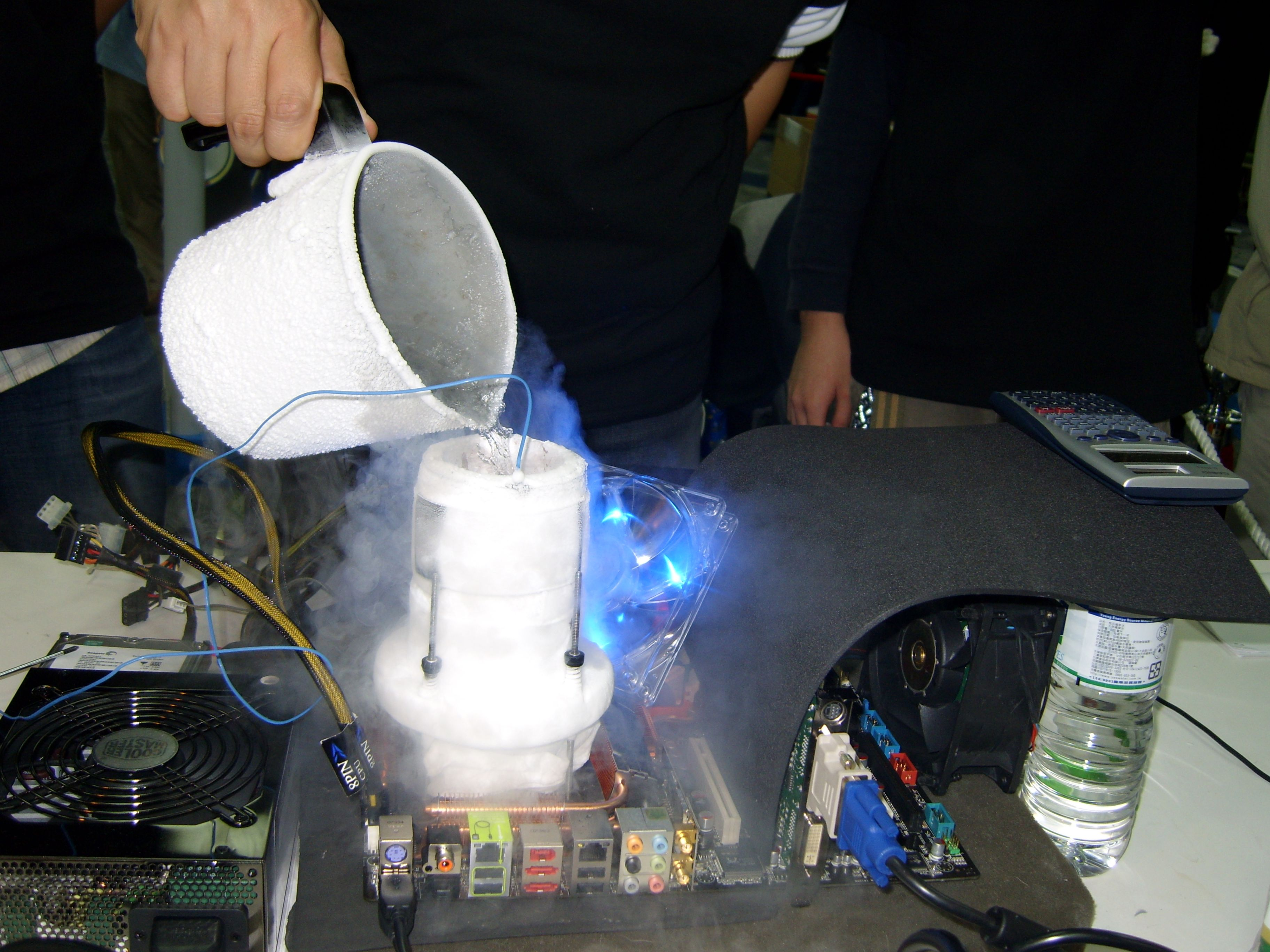

Le refroidissement à azote liquide est un système de refroidissement de matériel informatique, où de l'azote liquide est utilisé afin de refroidir le microprocesseur par exemple.

## Description
Afin d'atteindre des températures extrêmes pour refroidir par exemple le microprocesseur d'un ordinateur, dans le cadre d'extreme cooling, de l'azote liquide (gaz diazote à l'état liquide, à une température de −196 °C) est chargé d'extraire la chaleur du microprocesseur et donc de refroidir ce dernier à des températures de l'ordre de -150 à −190 °C.
Des godets, généralement en cuivre, sont placés sur les éléments à refroidir. Ils sont recouverts de mousse afin d'éviter au maximum la condensation et l'apparition de glace sur les godets de refroidissement, due à l'humidité de l'air. De l'azote liquide est alors versé dans ces godets, et la descente en température s'effectue.